# Académie Colarossi
Koordinaten: 48° 50′ 32,5″ N, 2° 19′ 50,6″ O

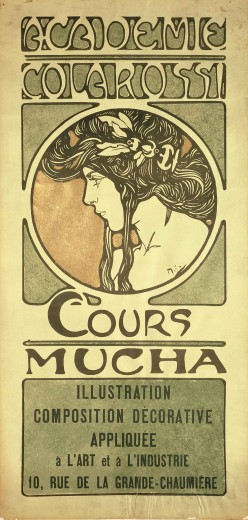
Kurs von Alfons Mucha

Aktklasse in der Academie Colarossi, um 1901, Fotografie von Clive Holland

Die Académie Colarossi war eine im 19. Jahrhundert vom italienischen Bildhauer Filippo Colarossi (1841–1914) in der Rue de la Grande-Chaumière Nr. 10, 6. Arrondissement, in Paris gegründete private Kunstakademie. Sie stellte eine Alternative zur staatlichen Kunstschule École des Beaux-Arts dar, die nach Ansicht junger Künstler viel zu konservativ war. 
So wie die Académie Julian nahm die Académie Colarossi weibliche Studenten an, denen sie das Malen nach männlichen Aktmodellen gestattete. Auch im Bereich der Bildhauerei zog die Akademie viele Kursteilnehmer aus dem Ausland an, darunter eine große Zahl Studenten aus den USA. 1910 ernannte die progressive Akademie die neuseeländische Künstlerin Frances Hodgkins (1869–1947) zur ersten weiblichen Lehrkraft. Die Schule wurde in den 1930er-Jahren geschlossen.

## Liste der Lehrer der Académie Colarossi (Auswahl)
- Joseph Blanc (1846–1904)
- Jean Boucher (1870–1939)
- Pascal Adolphe Dagnan-Bouveret (1852–1929)
- Olga Boznańska (1865–1940)
- Raphaël Collin (1850–1916)
- Gustave Courtois (1852–1923)
- Edmond Louis Dupain
- Marcel Gimond (1894–1961)
- Thomas Alexander Harrison (1853–1930)
- Frances Hodgkins (1869–1947)
- Jean-Antoine Injalbert (1845–1933)
- Christian Krohg (1852–1925)
- Richard Edward Miller
- Henri Morisset (1870–1956)
- Alfons Mucha (1860–1939)
- Bernard Naudin (1876–1946)
- Jean André Rixens (1846–1925)

## Liste von Studenten der Académie Colarossi (Auswahl)
- Zygmunt Andrychiewicz (1861–1943)
- Hermenegildo Anglada Camarasa (1871–1959)
- Nikolai Astrup (1880–1928)
- Lucy Bacon (1857–1932)
- Mathilde Battenberg (1878–1936)
- Hélène de Beauvoir (1910–2001)
- Cecilia Beaux (1855–1942)
- Octave Belanger (1886–1972)
- František Bílek (1872–1941)
- Samuel John Birch (1869–1955)
- Romaine Brooks (1874–1970)
- Josef Čapek (1887–1945)
- Emily Carr (1871–1945)
- Camille Claudel (1864–1943)
- Gustave Courtois (1852–1923)
- Elin Danielson-Gambogi (1861–1919)
- Charles Demuth (1883–1935)
- Siri Derkert (1888–1973)
- Camilo Egas (1889–1962)
- Carl Eldh (1873–1954)
- Joseph Enseling (1886–1957)
- Maurice Estève (1904–2001)
- Luise Federn-Staudinger (1879–1967)
- Lyonel Feininger (1871–1956)
- John Duncan Fergusson (1874–1961)
- Joseph-Charles Franchère (1866–1921)
- Meta Warrick Fuller (1877–1968)
- Ida Gerhardi (1862–1927)
- Hilde Goldschmidt (1897–1980)
- Alexander Jakowlewitsch Golowin (1863–1930)
- Anna Golubkina (1864–1927)
- Friedrich Karl Gotsch (1900–1984)
- Eileen Gray (1878–1976)
- Marion Greenwood (1909–1970)
- Helene Gries-Danican (1874–1935)
- Marcel Gromaire (1892–1971)
- Gustava Louise Georgia Emilie Grüner (1870–1929)
- Olaf Gulbransson (1873–1958)
- Paul Haefliger (1914–1982)
- André Hébuterne (1894–1992)
- Jeanne Hébuterne (1898–1920)
- Prudence Heward (1896–1947)
- Hanna Hirsch (1864–1940)
- Samuel Hirszenberg (1865–1908)
- Hans Hofmann (1880–1966)
- Elise Kosegarten (1877–1948)
- Walt Kuhn (1877–1949)
- Eugene Lanceray (1875–1946)
- Gottfrid Larsson (1875–1947)
- Otakar Lebeda (1877–1901)
- Wilhelm Lehmbruck (1881–1919)
- Jacques Lipchitz (1891–1973)
- Mina Loy (1882–1966)
- Marie Luplau (1848–1925)
- Jean Lurçat (1892–1966)
- Elizabeth MacNicol (1869–1904)
- Józef Mehoffer (1869–1946)
- Richard E. Miller
- Milan Milovanović (1876–1946)
- Paula Modersohn-Becker (1876–1907)
- Amedeo Modigliani (1884–1920)
- Alfons Mucha (1860–1939)
- Emilie Mundt (1842–1922)
- Laura Muntz Lyall (1860–1930)
- Carlotte Naumann (1880–1969)
- Isamu Noguchi (1904–1988)
- Jules Pascin (1885–1930)
- Samuel Peploe (1871–1935)
- Lilla Cabot Perry (1848–1933)
- Maurice Prendergast (1858–1924)
- François Xavier Rene Prinet (1861–1933)
- George Agnew Reid (1860–1947)
- Sigismund Righini (1870–1937)
- Jelka Rosen (1868–1935)
- Reuven Rubin (1893–1974)
- Helene Schjerfbeck (1862–1946)
- Thea Schleusner (1879–1964)
- Émile Schuffenecker (1851–1934)
- Janet Scudder (1869–1940)
- André Dunoyer de Segonzac (1884–1974)
- Władysław Ślewiński (1854–1918)
- Venny Soldan-Brofeldt (1863–1945)
- Konstantin Andrejewitsch Somow (1869–1939)
- Louis Soutter (1871–1942)
- Armstrong Wells Sperry (1897–1976)
- Théophile-Alexandre Steinlen (1859–1923)
- Friedrich Karl Ströher (1876–1925)
- Marc-Aurèle Suzor-Coté (1869–1937)
- Edmond Tapissier (1861–1943)
- Włodzimierz Tetmajer (1861–1923)
- Ellen Thesleff (1869–1954)
- Ambrosia Tønnesen (1859–1948)
- Aloys Wach (1892–1940)
- Max Weber (1881–1961)
- Clara Westhoff (1878–1954)
- Heinz Witte-Lenoir (1880–1961)
- Julie Wolfthorn (1864–1944)
- Alice Morgan Wright (1881–1975)
- Stanisław Wyspiański (1869–1907)
- Georgette LiYing Chen (1907–1992)
- Eugeniusz Zak (1884–1926)